# 高凤英烈士墓
高凤英烈士墓，位于江苏省南通市海安县沙岗乡，是中华人民共和国江苏省文物保护单位之一。
1995年4月19日，授予江苏省文物保护单位。高凤英是中共党员。1947年初，高凤英被国民政府处决。